# Hedblåvinge
Hedblåvinge (Plebejus idas) är en fjärilsart i familjen juvelvingar.

## Kännetecken
Hanen är blåviolett på vingarnas ovansida. Vingarna har en brunsvart kant och längst ut vita fransar. Honan kan vara från blå till brun med orange fläckar längs vingkanterna på ovansidan. Undersidan är hos båda könen ljusbrun med mörka och orange fläckar. Vingbredden varierar mellan 21 och 28 millimeter, på olika individer.
Larven är grön-, brun- och vitrandig och blir upp till 15 millimeter lång. Hedblåvinge kan vara svår att skilja från ljungblåvinge (Plebejus argus) eftersom båda har samma utbredningsområde, är lika i utseendet och dessutom kan variera i utseende. Det enda säkra kännetecknet är att ljungblåvingen har en böjd tagg nederst på de främsta paret skenben, vilket hedblåvingen saknar.

## Utbredning
Hedblåvingen finns i Europa söderut till Spanien och Grekland (dock med undantag av Storbritannien och Island), österut till Sibirien, Sacha och Altaj, sydöst till Transkaukasus och Turkiet samt i Nordamerika från Alaska, delar av Kanada samt i norra, framför allt nordvästra, USA. Den finns i hela Skandinavien (utom Island) till 70° N. Enligt vissa auktoriteter förekommer den även långt norrut i fjällkedjan.
Arten förekommer i hela landet både i Sverige och Finland.

## Ekologi
Värdväxter är bland annat ljung (Calluna vulgaris) och olika ärtväxter, till exempel arter i ginstsläktet (Genista), käringtandssläktet (Lotus) och sötväpplingsläktet (Melilotus).
Larverna vårdas av myror i släktena Lasius och Formica.
Flygtiden för imagon är juli till augusti.

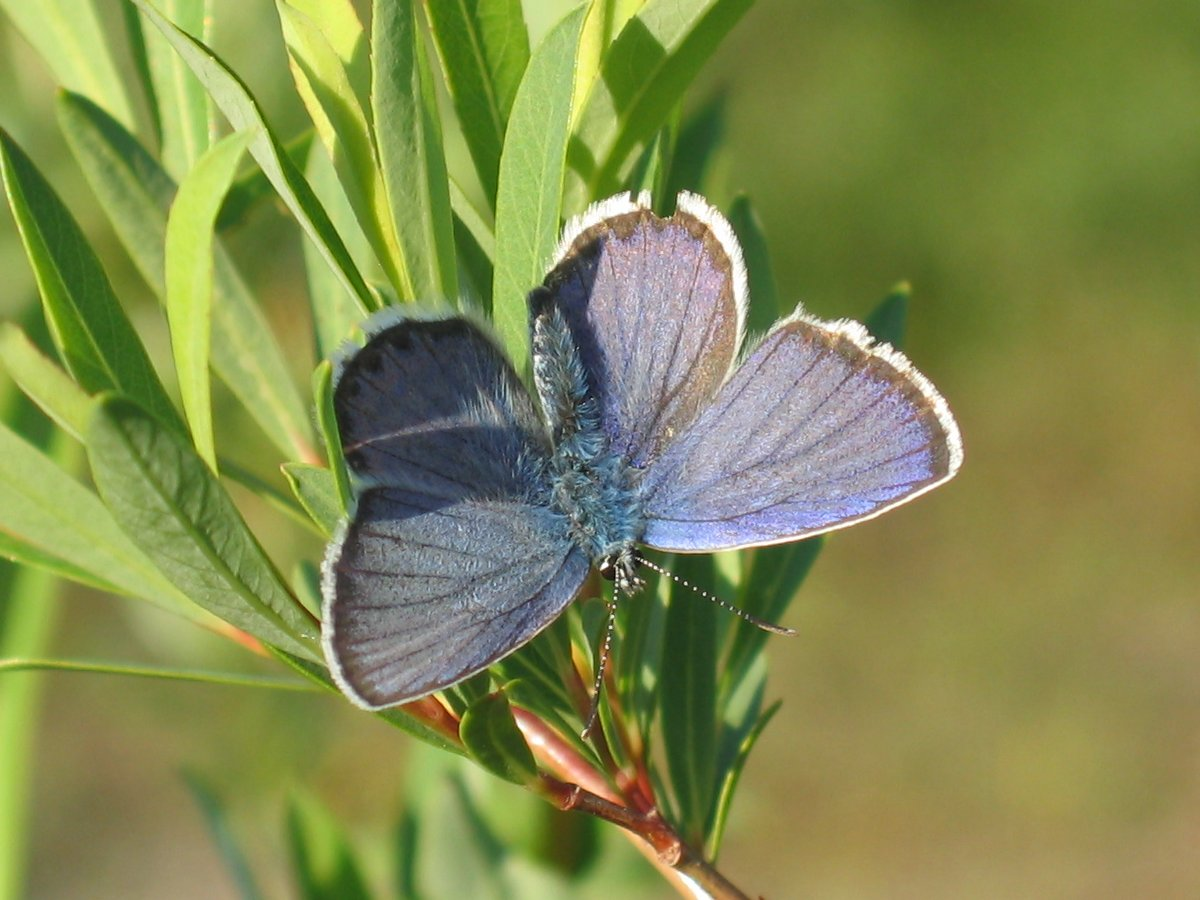
Hedblåvinge, hane (södra Tyskland)
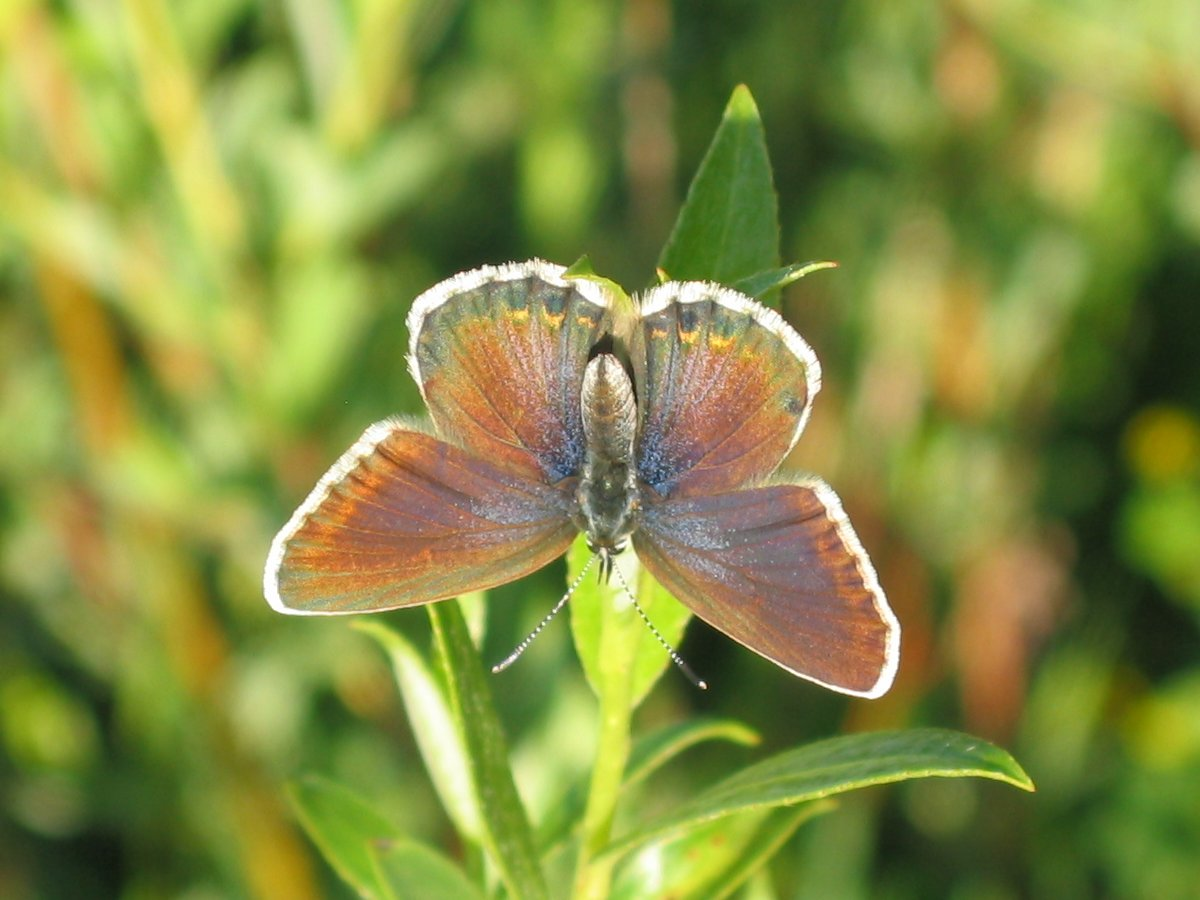
Hedblåvinge, hona (södra Tyskland)